# Aleksandr Glazunov

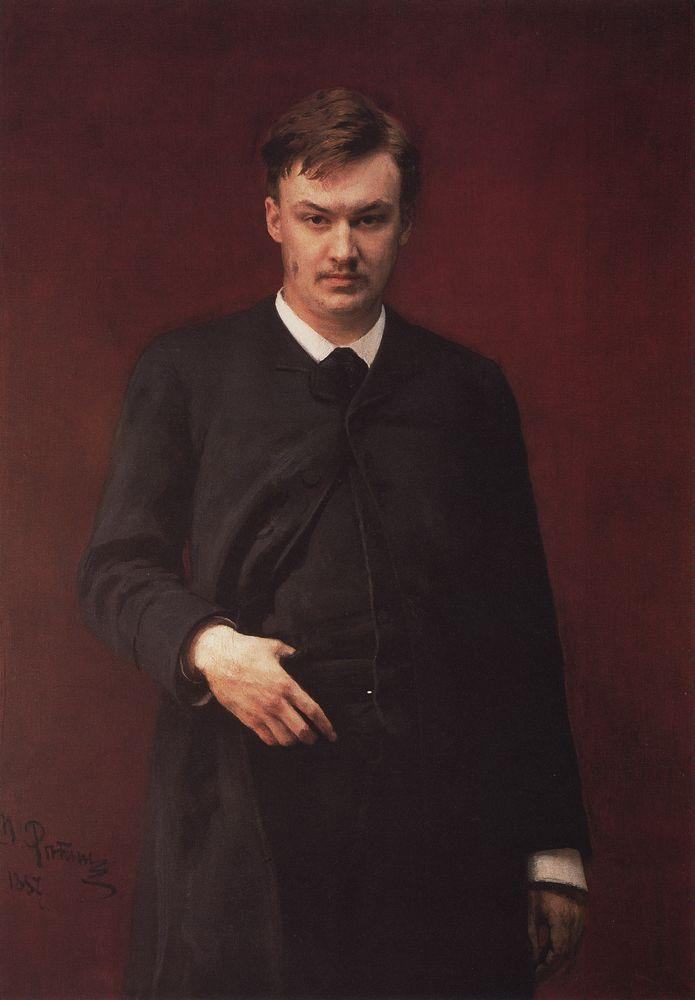
Glazunov pictat de Ilia Repin, 1887

Aleksandr Konstantinovici Glazunov (în rusă Александр Константинович Глазунов, transliterat: Aleksandr Konstantinovici Glazunov, n. 10 august S.V. 29 iulie 1865 – d. 21 martie 1936) a fost un compozitor, profesor de muzică și dirijor rus, din perioada romantismului rusesc târziu. 

## Biografie
A fost director al Conservatorului Sankt Petersburg în perioada 1905 - 1928 și a reorganizat instituția în urma Revoluției Bolșevice. A continuat să conducă cu numele Conservatorul până în 1930, deși plecase din URSS definitiv încă din 1928. Cel mai cunoscut student al Conservatorului din acea perioadă a fost Dmitri Șostakovici.
Glazunov a reconciliat naționalismul și cosmopolitanismul în muzica rusească. Deși succesor direct al naționalismului Balakirev, el tindea mai mult spre grandoarea epică a lui Borodin, absorbind mai multe alte influențe, printre care virtuozitatea orchestrală a lui Rimski-Korsakov, lirica lui Ceaikovski și contrapunctul lui Taneiev. Slăbiciunile lui erau un academicism care uneori îi copleșea inspirația și un eclecticism care putea scotea și ultimul strop de originalitate în muzica lui. Compozitori tineri, cum ar fi Prokofiev și Șostakovici îi considerau muzica depășită, recunoscând totuși că el rămânea un compozitor cu o reputație impunătoare și o influență stabilizatoare într-o vreme zbuciumată de tranziție.

## Lucrări

### Balet
- 1897 Raimonda (Раймонда, op. 57)
- 1898 Anotimpurile (Времена года)

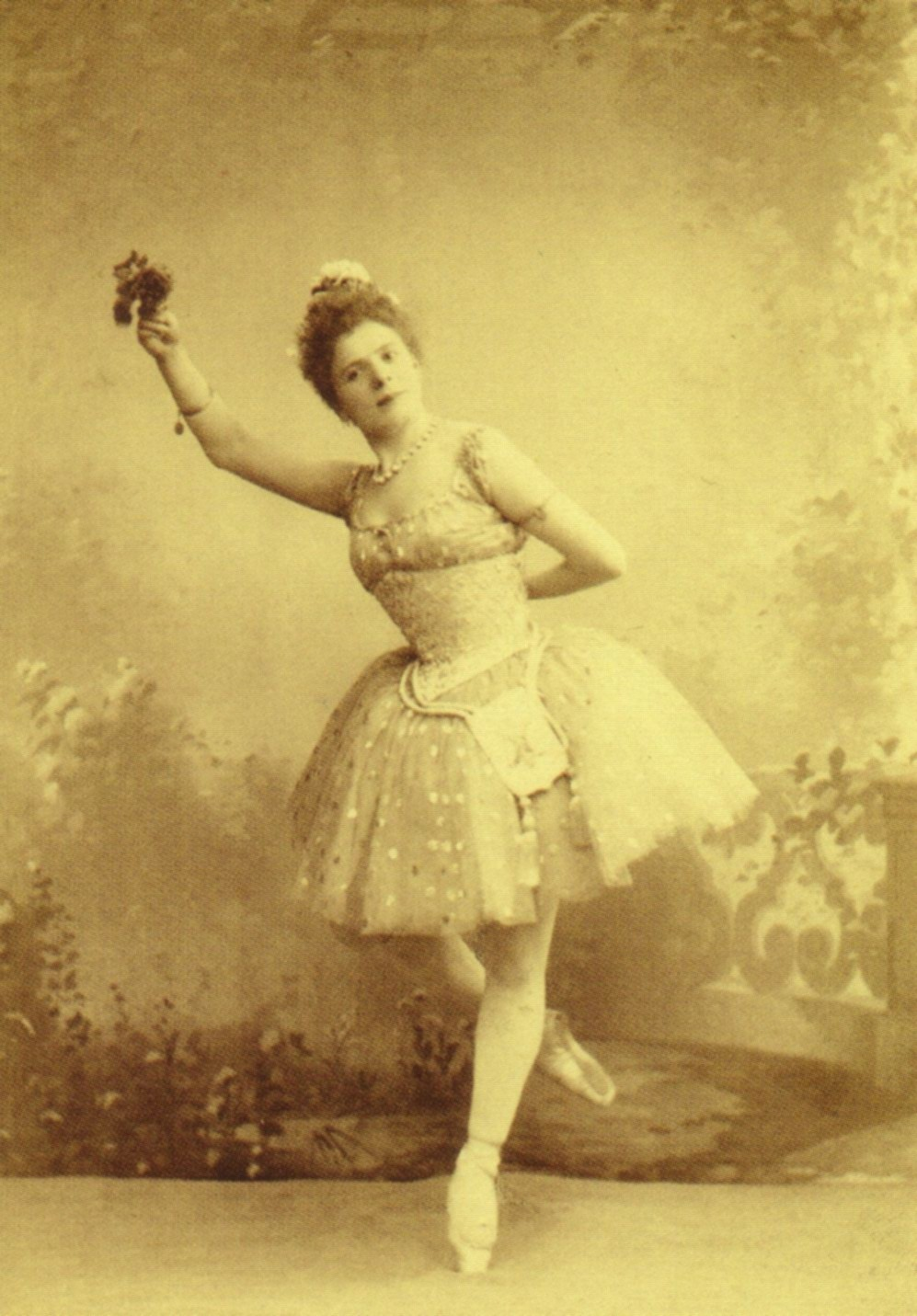
Pierina Legnani în Raimonda

- 1899 Domnișoara servitoare (Барышня-служанка cunoscută și ca Les Ruses d'amour)
- 1909 Musica de scenă pentru Salomé (op. 90)
- 1913 Regele Iudeilor (Царь Иудейский, op.95)

### Lucrări orchestrale

#### Simfonii
- Simfonia nr. 1 în mi major op.5 „Slava” (1881)
- Simfonia nr. 2 în fa diez minor op.16 „În memoria lui Liszt” (1886)
- Simfonia nr. 3 în re major op.33 (1890)
- Simfonia nr. 4 în mi bemol major op.48 (1893)
- Simfonia nr. 5 în si bemol major op.55 (1895)
- Simfonia nr. 6 în do minor op.58 (1896)
- Simfonia nr. 7 în fa major op.77 "Pastorale" (1902)
- Simfonia nr. 8 în mi bemol major op.83 (1906)
- Simfonia nr. 9 în re minor (incompletă, 1909)

#### Alte lucrări orchestrale
- Stenka Razin, poem simfonic op.13 (1885)
- Pădurea, fantezie op.19 (1887)
- Marea, fantezie op.28 (1889)
- două Concerte pentru pian:
  - Concertul nr. 1 pentru pian în fa minor op.92 (1911)
  - Concertul nr. 2 pentru pian în si bemol major op.100 (1917)
- Concertul pentru suaxofon și orchestră de coarde în mi bemol major op.109 (în colaborare cu S. Rascher, 1933)
- Concert pentru vioară și orchestră, op.82 (1903)